# Small Feces
Small Feces utkom 2005 och är ett samlingsalbum med det norska rockbandet Turbonegro. Materialet är hämtat från bandets tidiga karriär och mycket är tidigare outgivet.

## Låtlista

### Skiva ett
1. "The Party Starts Now" - 2:39 *
2. "Toodlepip, Fuck" - 2:34 +
3. "Prince of the Rodeo" - 3:42 +
4. "Hush Earthling" - 3:18 *
5. "Suffragette City" - 2:53 #
6. "I Don't Care About You" - 1:13 *
7. "Sailor Man" - 1:57 *
8. "(I Fucked) Betty Page" - 2:33 *
9. "Gimme Shelter" - 3:58 *
10. "Flabby Sagging Flesh" - 1:59 *
11. "Kærlighetens Børn" - 4:11 #
12. "Kick It Out" - 2:22 *
13. "Let It Burn" - 2:14 *
14. "My Hometown" - 1:35 *
15. "Staten och kapitalet" - 5:27 *
16. "I Got Erection (St. Pauli version)" - 2:23 #
17. "Screwed and Tattooed" - 3:22 #
18. "Young Boys Feet" - 1:11 #
19. "War on the Terraces" - 3:18 #

### Skiva två
1. "Six Pack" - 2:39 +
2. "Cop Kennel" - 2:33 #
3. "No Rule" - 2:33 +
4. "Jeg will bli som Jesus" - 4:29 +
5. "Starship" - 5:01 *
6. "Just to Get Away" - 2:15 *
7. "I'm In Love With The Destructive Girls" - 1:57 *
8. "Hot Cars" - 2:30 *
9. "I Walked With a Zombie" - 1:35 *
10. "Vaya Con Satan" - 6:10 +
11. "Zonked Out (On Hashish)" - 2:20 +
12. "Hand of Love" - 2:02 +
13. "Flower Box" - 2:15 +
14. "Search and Destroy" - 3:03 #
15. "Route Zero" - 3:42 +
16. "Let's Go to Mars" - 2:07 +
17. "You Had It Coming" - 3:18 +
18. "Cockwork" - 2:50 +
19. "Love in My Veins" - 4:22 +
20. "I Want You Right Now" - 3:50 +
21. "Booth Theme" - 2:20 +
22. "Killer Penis" - 1:08 ??
23. "1970 (I Feel Alright)" - 2:14 ??

```
* = Remixed och remastered från originalet
+ = Mastered frånvinyl
# = Mastered från CD
?? = Mastered från kassettband
```